# 1463
- Wikisource

| Calendário gregoriano                                                        | 1463 MCDLXIII                                        |
| Ab urbe condita                                                              | 2216                                                 |
| Calendário arménio                                                           | 912 – 913                                            |
| Calendário bahá'í                                                            | -381 – -380                                          |
| Calendário budista                                                           | 2007                                                 |
| Calendário chinês                                                            | 4159 – 4160 Início a 20 de janeiro (aproximadamente) |
| Calendário copta                                                             | 1179 – 1180                                          |
| Calendário etíope                                                            | 1455 – 1456                                          |
| Calendários hindus - Vikram Samvat - Calendário nacional indiano - Cáli Iuga | 1518 – 1519 1384 – 1385 4563 – 4564                  |
| Calendário Holoceno                                                          | 11463                                                |
| Calendário islâmico                                                          | 867 – 868                                            |
| Calendário judaico                                                           | 5223 – 5224                                          |
| Calendário persa                                                             | 841 – 842                                            |
| Calendário rúnico                                                            | 1713                                                 |
| Calendário solar tailandês                                                   | 2006                                                 |

1463 (MCDLXIII, na numeração romana) foi um ano comum do século XV do Calendário Juliano, da Era de Cristo, a sua letra dominical foi B (52 semanas), teve início a um sábado e terminou também a um sábado.
| Ano completo                   |
| ------------------------------ |
| Ano comum com início ao sábado |

## Eventos
- 05 de Janeiro - François Villon é banido de Paris.
- 08 de Março - Luís XI autoriza a quarta feira de Lyons, cujas origens remontam ao reinado de Carlos VII, em 1420.
- 30 de Março - Ruprecht von der Pfalz (1427-1480) se torna Arcebispo de Colônia.
- 03 de Abril - Os otomanos tomam a fortaleza veneziana de Argos.
- 28 de Abril - Basilius Bessarion se torna patriarca latino de Constantinopla.
- 07 de Maio - Grande incêndio na cidade de Toulouse destrói três quartos da cidade, além de causar destruição total em várias igrejas, conventos e edifícios públicos.
- 25 de Maio - O Império otomano conquista de vez o Reino da Bósnia.
- 26 de Maio - Luís XI, tendo chegado de Guiena, onde havia assinado um tratado de Paz com os reis de Castela, Aragão e Navarra, faz sua entrada em Toulouse.
- 17 de Junho - Vlad III, O Empalador, tenta assassinar Maomé II, o Conquistador num ataque noturno, obrigando-o a se retirar para a Valáquia.
- 12 de Julho - Abertura do porto de Bordeaux para os comerciantes ingleses.
- 19 e 26 de Julho - Tratado de Wiener Neustadt, ratificado em Sopron. O Imperador Frederico III renuncia a seus direitos sobre a Hungria e devolve a coroa real a Matias Corvino.  Ele recebe em troca a Transdanúbia e 80.000 ducados de ouro pagos por Matias em dinheiro fornecido pelo papa para a Cruzada Antiotomana.  Matias Corvino mantém o título de rei da Hungria e o direito a sucessão, caso venha a morrer sem deixar herdeiros.
- 20 de Julho - Paris: decreto de Luís XI obriga a todos os eclesiásticos a fazerem declaração de todos os seus bens.
- 12 de Setembro - assinatura de uma aliança ofensiva contra os turcos entre Veneza e Hungria. Veneza começa a guerra contra os turcos (concluída em 1479).
- 15 de Setembro - Guerra dos Treze anos: Na Batalha da Lagoa de Vístula os cavaleiros da Ordem Teutônica são derrotados pelos prussianos, que tinham como aliado o rei da Polônia.
- 25 de Setembro - O Duque de Urbino toma a cidade de Fano de Sigismondo Malatesta (1417-1468). Senigallia cai algum tempo depois.
- 05 de Outubro - Assinatura do Tratado de Zeilsheim[1]: Adolfo II de Nassau é reconhecido como arcebispo de Mogúncia, cargo que ocupa até a morte.
- 22 de Outubro - O Papa ordena a retirada das tropas para a cruzada, que deveria convergir para Ancona. Sua morte em Ancona em 1464 abortou o projeto.
- 26 de Outubro - Ratificação do Tratado de Zeilsheim entre Diether de Isenburg e seu adversário Adolfo II de Nassau (1423-1475).
- 01 de Novembro - Fim da dinastia comnena no Império de Trebizonda.
- 07 de Novembro - Afonso V de Portugal parte para um expedição mal sucedida contra o Marrocos.
- 16 de Dezembro - Matias Corvino retoma a cidade de Jaice das mãos dos otomanos, que conquistaram a Bósnia, consolidando, desse modo, uma linha com 500 km de fortalezas da Valáquia ao Adriático.
- 31 de Dezembro - Luís XI ordena a criação da Universidade de Bourges[2], atendendo a um pedido de seu irmão Carlos de Valois, Duque de Berry.  Essa universidade foi fechada durante a Revolução Francesa.

## Nascimentos
- 17 de Janeiro - Antoine Duprat[3] cardeal e chanceler da França (m. 1535)
- 17 de Janeiro — Frederico III, príncipe-eleitor da Saxónia entre 1486 e a sua morte  (m. 1525).
- 22 de Fevereiro - Bernardino Gadolo religioso e literato italiano (m. 1499)
- 24 de fevereiro — Giovanni Pico della Mirandola, erudito, humanista e filósofo neoplatónico italiano.  (m. 1494).
- 02 de Março - Johannes Angelus, astrônomo e médico alemão (m. 1512)
- 15 de Março - Johannes Virdung matemático e astrólogo alemão (m. 1535)
- 15 de Maio - Margarethe, Condessa de Hanau (m. 1504)
- 24 de Junho - Henrique IV, Duque de Braunsvique-Luneburgo (m. 1514)
- 04 de Agosto - Lorenzo di Pierfrancesco de Médici, banqueiro e político italiano (m. 1503)
- 24 de Agosto - Jakob von Oldenburg pirata alemão (m. 1484)
- 07 de Setembro - Ursula Pfäffinger Maria Pfäffinger, madre superiora da abadia de Frauenchiemsee na Baviera (m. 1528)
- 29 de Setembro - Luís I, Conde de Löwenstein, fundador da dinastia Löwenstein-Wertheim (m. 1523)
- 29 de Outubro - Alessandro Achillini, médico, filósofo italiano, foi também professor universitário e tradutor de Averroes (m. 1512)
- 04 de Novembro - Antonio Tebaldeo[4] poeta italiano (m. 1537)
- 29 de Novembro - Andrea Della Valle cardeal italiano (m. 1534)

### Datas Incompletas
- Thomas Magnus[5] embaixador e capelão de Henrique VIII e fundador da Escola de Gramática Thomas Magnus (m. 1550)
- Sir James Tuchet, 7º Lord Audley de Heleigh[6] (m. 1497)
- Roberto Pucci, Bispo de Pistoia e cardeal italiano (m. 1547)
- Kaspar Schatzgeyer[7] Caspar Sasgerus, professor de teologia da Universidade de Ingolstadt (m. 1527)
- Johannes Schiphower[8] teólogo e historiador alemão (m. 1521)
- Johannes Nibling[9] cisterciense e prior de Ebrach (m. 1526)
- Johannes Cuno, O Velho[10] Johann Kuhn, humanista, helenista e dominicano alemão (m. 1513)
- Gregor Lamparter[11] chanceler e chefe de estado austríaco (m. 1523)
- Eberhard von Ferber[12] burgomestre de Dantzig (m. 1529)

## Mortes
- 09 de Janeiro - Guilherme Neville, Barão Fauconberg de jure uxoris e 1.º conde de Kent; destacou-se como militar durante a Guerra das Rosas  (n. c. 1401).
- 14 de Fevereiro - Teodorico II de Moers arcebispo e eleitor de Colônia (n. 1385)
- 18 de Fevereiro - Otão II, Duque de Brunsvique-Gotinga, cognominado O Caolho (n. 1380)
- 09 de Março - Santa Catarina de Bolonha, clarissa e escritora mística italiana (n. 1413)
- 12 de Março - George Douglas, 4.º Conde de Angus filho de William Douglas, 2.º Conde de Angus[13] (1398-1437) (n. 1417)
- 23 de Março - Jakob Kaschauer[14] escultor e pintor de vitrais austríaco (n. 1400)
- 23 de Março - Nicolaus Sagundinus, humanista, filólogo italiano e secretário do doge Cristóforo Moro (1390-1471) de Veneza (n. 1402)
- 24 de Março - Prospero Colonna, cardeal italiano (n. 1410)
- 10 de Abril - Heinrich von Werl[15][16] franciscano e teólogo alemão (n. 1400)
- 15 de Abril - Wolfgang Holtzer[17][18] Burgomestre de Viena.
- 24 de Abril - Kaspar von Breitenlandenberg[19] abade de São Galo
- 27 de Abril - Isidoro de Quieve, cardeal, humanista e teólogo bizantino cipriota grego,  metropolita de Quieve  (n. 1380).
- 12 de Maio - Escolástica, Duquesa da Saxônia (1373-1419) (n. 1393)
- 01 de Maio - Antonio Astesano poeta italiano (n. 1412)
- 31 de Maio - Caspar von Schönberg bispo de Meissen (n. 1395)
- 01 de Junho - Frederico de Hesse[20] filho de Luís I, Landgrave de Hesse[21] (1402-1458) (n. 1458)
- 04 de Junho - Flavio Biondo, humanista, historiador, arqueólogo italiano  (n. 1388).
- 05 de Junho - Estêvão IV da Bósnia, déspota da Sérvia a partir de 1459 e rei da Bósnia a partir de 1461  (n. 1438).
- 17 de Junho - Catarina de Portugal (1436-1463), infanta e religiosa de Portugal, filha de D. Duarte I  (n. 1436).
- 05 de Julho - Jean Bureau burgomestre de Bordeaux (n. 1390)
- 09 de Julho - Gottschalk Gresemund[22] teólogo católico e professor de Teologia da Universidade de Erfurt (n. 1406)
- 16 de Julho - Bernardo II, Duque da Saxônia-Lauenburgo (n. 1390)
- 20 de Agosto - Alessandro Oliva prior e cardeal italiano (n. 1407)
- 26 de Agosto - Peter von Schleinitz cardeal e Bispo de Naumburgo.
- 30 de Agosto - João Vicente, médico e religioso português, formado pela Universidade de Lisboa (n. 1380)
- 23 de Setembro - João de Médici um banqueiro e mecenas italiano (n. 1421)
- 01 de Outubro - Georg von Haugwitz bispo de Naumburgo e chanceler do príncipe eleitor Frederico II, O Pacífico, Eleitor da Saxônia (1412-1464)
- 01 de Outubro - Sante Bentivoglio príncipe e tirano de Bolonha (n. 1424)
- 06 de Outubro - Frederico III de Brandemburgo cognominado O Gordo (n. 1424)
- 22 de Outubro - James Berkeley, 1º Barão Berkeley (n. 1394)
- 28 de Outubro - Kaspar Linke[23] Bispo de Pomesânia (n. 1400)
- 30 de Outubro - Maria de Borgonha Duquesa de Cleves, segunda filha de João Sem Medo (n. 1393)
- 01 de Novembro - David Comneno, último imperador do Império de Trebizonda
- 04 de Novembro - Bertoldo d'Este, condotiero italiano (n. 1434)
- 12 de Novembro - São Diogo de Alcalá (n. 1400)
- 15 de Novembro - Giannantonio Orsini Príncipe de Taranto, morreu estrangulado (n. 1393)
- 18 de Novembro - João IV da Baviera-Munique desde 1460  (n. 1437).
- 21 de Novembro - Leopoldo, Burgrave de Leuchtenberg (n. 1382)
- 29 de Novembro - Maria de Anjou rainha da França (n. 1404)
- 01 de Dezembro - Maria de Gueldres, esposa de Jaime II da Escócia (n. 1434)
- 02 de Dezembro - Alberto VI da Áustria, arquiduque da Áustria da Casa de Habsburgo, o primeiro a ostentar o título de Arquiduque a partir de 1458  (n. 1418).
- 03 de Dezembro - Louis Chalons, Príncipe de Orange, cognominado O Bom (n. 1388)
- 13 de Dezembro - Bartolomeo Vitelleschi, cardeal italiano, nomeado em 6 de Abril de 1444 pelo antipapa Félix V
- 25 de Dezembro - Johann von Schwarzenberg humanista, moralista, reformador e homem de estado alemão (m. 1528)
- Iúçufe V (Aben Ismail), 18º rei nacérida de Granada em duas breves ocasiões entre 1445 e 1462.